# Западно-восточный диван
«Западно-восточный диван» (нем. West–östlicher Divan) — поэтический цикл Иоганна Вольфганга Гёте на ориентальную тему, созданный в 1814—1819 годах и опубликованный в 1819 году с авторскими «замечаниями и комментариями». Источником вдохновения для Гёте стали перевод стихов Хафиза на немецкий язык, выполненный Йозефом фон Хаммер-Пургшталем, и любовь к Марианне фон Виллемер. Главные мотивы книги — автобиографический и тема сближения Востока и Запада.
На основе «Западно-восточного дивана» создавали музыкальные произведения композиторы Франц Шуберт, Роберт Шуман, Феликс Мендельсон, Гуго Вольф, Рихард Штраус, Арнольд Шёнберг, Отмар Шёк.